# Anna Wohlin Andersson
Anna Margareta Wohlin Andersson, född Wohlin 15 november 1928 i Uppsala, död 8 maj 1989 i Oskarshamn (kyrkobokförd i Vånga församling i Östergötlands län), var en svensk politiker och riksdagsledamot 1982–1989 för Centerpartiet från Östergötland. Hon var ersättare i riksdagen perioderna 1976–1978 och 1979–1982.
I samband med en flygolycka utanför Oskarshamn 1989 omkom Wohlin Andersson tillsammans med elva andra ledamöter i Post- och Teleutredningen när de var på väg till ett studiebesök på en av Televerkets telestationer.
Wohlin var dotter till Nils Wohlin och Margit Wohlin, syster till Åsa och Lars Wohlin och halvsyster till Ulla Lindström.
Anna Wohlin Andersson är begravd på Vånga nya kyrkogård i Östergötland.